# ノースリトルロック (アーカンソー州)
ノースリトルロック（North Little Rock）は、アメリカ合衆国アーカンソー州のプラスキ郡にある都市。人口は6万4591人（2020年）。州都リトルロックの北に位置している。両市の境界はアーカンソー川である。

## 概要
実質的にリトルロックの工業地区になっている。2020年アメリカ合衆国国勢調査によれば、ノースリトルロックの貧困率は約21パーセントに達しており、全米の平均約11パーセントよりかなり高い。リトルロックは約16パーセントである。

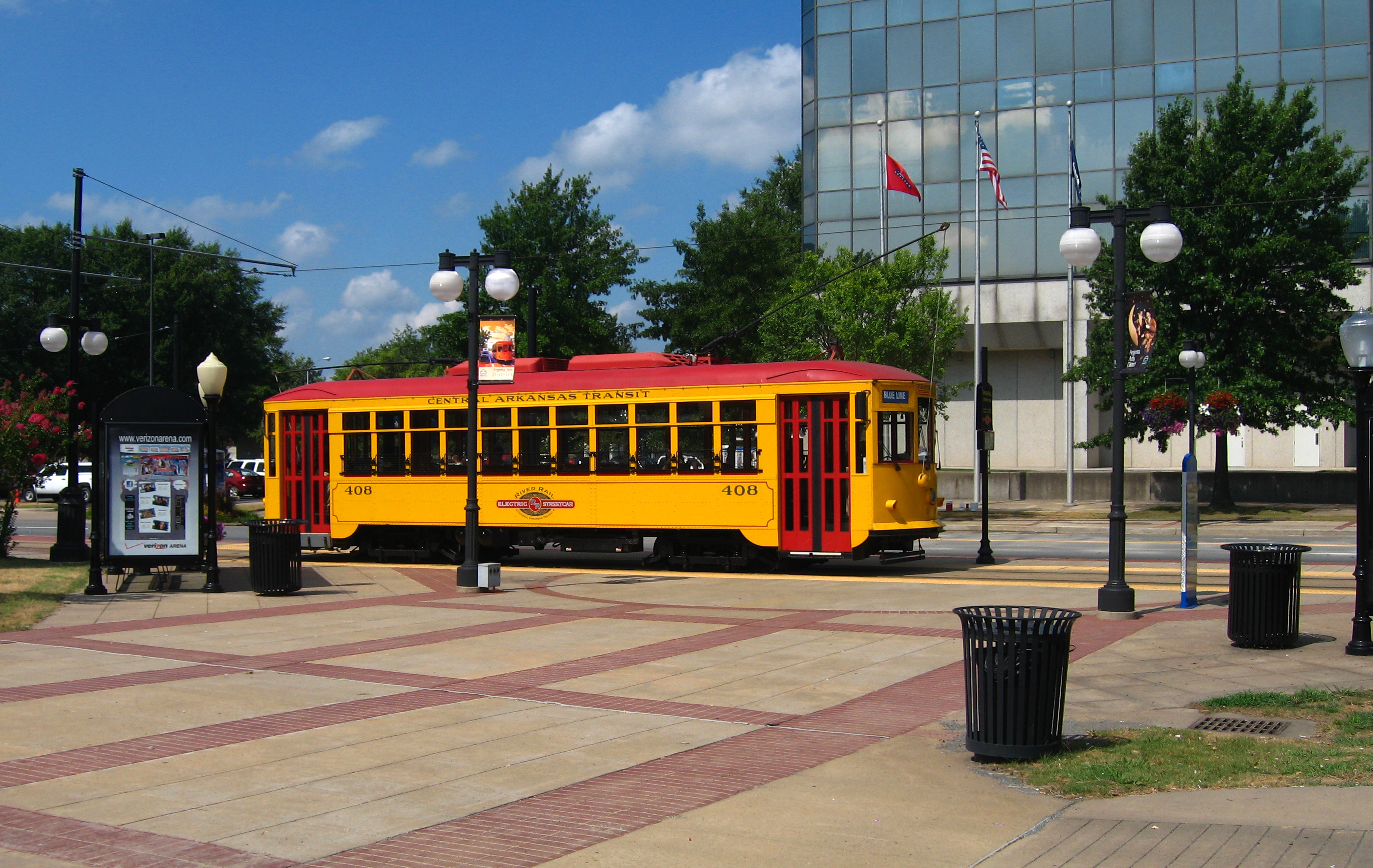
メトロ・ストリートカーの路面電車